# Castilia myia
Castilia myia är en fjärilsart som beskrevs av William Chapman Hewitson 1864. Castilia myia ingår i släktet Castilia och familjen praktfjärilar. Inga underarter finns listade i Catalogue of Life.

## Bildgalleri

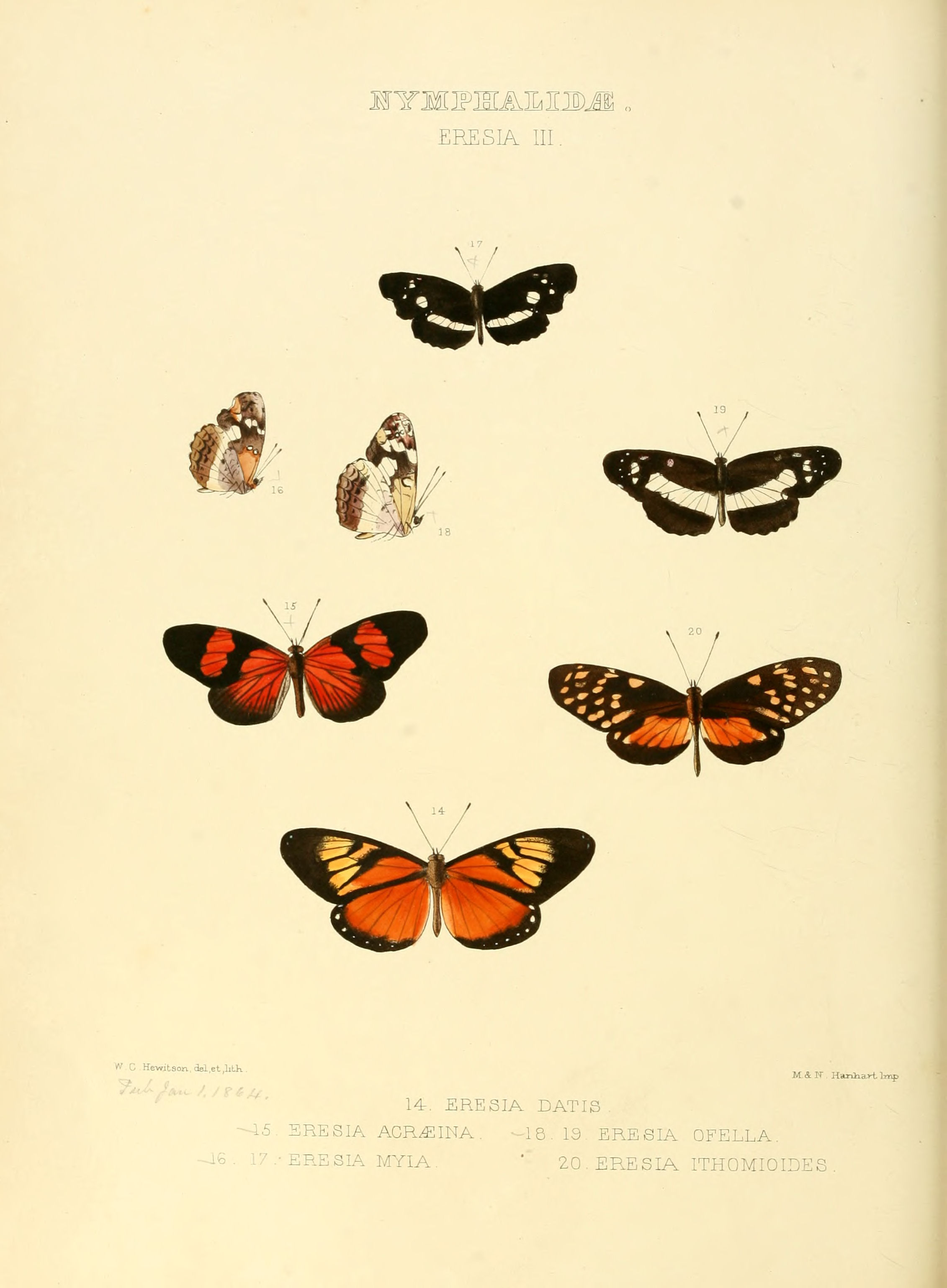